# Club de Fútbol Monterrey (féminines)
Maillots
Actualités
Le Club de Fútbol Monterrey Femenil, plus couramment abrégé en CF Monterrey Femenil ou souvent appelé Rayadas, est un club de football féminin mexicain basé à Monterrey.

## Histoire
Lorsqu'en décembre 2016 est annoncé la création d'une ligue professionnelle de football féminin au Mexique, le Club de Fútbol Monterrey, fondé en 1945, recrute officiellement le 3 janvier 2017 pour former une section féminine.
Le club joue son premier match officiel le 3 mai 2017, en Coupe de la Ligue, une compétition organisée pour préparer le futur championnat, les Rayadas perdent 6 à 0 contre le Club América.
Le deuxième match contre les Tigres de la UANL est également le premier du derby de Monterrey, le Clásico Regiomontano. Les Tigresses remportent ce match 4 à 3.
Lors du premier championnat féminin du Mexique, Monterrey termine à la quatrième place. Le club termine à la première place lors du tournoi de clôture 2018, mais en finale perdra aux tirs au but contre les Tigres de la UANL. La finale retour au stade BBVA se joue devant 51211 spectateurs ce qui constitue le record d'affluence pour un match de football féminin au Mexique.
Même scénario lors du tournoi de clôture 2019 où Monterrey se contentera de la place de vice-championne derrière l'éternel rival de l'UANL.
Mais au tournoi suivant le CF Monterrey prendra enfin sa revanche avec une victoire 2-1 en finale contre les tigresses et empoche son premier titre de champion du Mexique.
Lors du tournoi 2020, les deux mêmes protagonistes se retrouvent en finale, les Rayadas ne pourront pas empêcher les tigresses de remporter leur troisième titre, Monterrey sera vice-champion pour la troisième fois.

## Palmarès
| Compétitions nationales                                                                                                |
| --- |
| - Liga MX Femenil (4) : - Champion : 2019 Ap. 2021 Ap. 2024 Cl. 2024 Ap. - Vice-champion : 2018 Cl., 2019 Cl. et 2020. |

## Rivalités
À l'instar de la section masculine, le CF Monterrey Femenil dispute le clásico regio face à son rival, les Tigres de la UANL.